# Anne et Patrick Poirier
Pour les articles homonymes, voir Poirier (homonymie).
Anne et Patrick Poirier, nés en 1942, forment un couple d'artistes français qui réalisent ensemble une œuvre commune. Issus tous deux d'un « monde en ruines », où l'Ange de l'Histoire de Walter Benjamin voit « la violence qui s'accumule », ils ont centré leur travail sur la mémoire comme lieu d'interrogations inépuisables de l'identité individuelle ou collective, et réalisent de grandes maquettes qu'ils présentent le plus souvent sous forme d'installations.

## Biographie
Anne et Patrick Poirier poursuivent des études à l'École des arts décoratifs de Paris.
Marqués par leur séjour à Rome, comme pensionnaires à la villa Médicis, de 1967 à 1972, ils sont tour à tour archéologues, architectes, photographes, sculpteurs ou paysagistes. Leurs installations font resurgir la Théogonie d'Hésiode, ou « l'Ombre de Gradiva » (à partir de Pompéi). Ils offrent une reconstruction de sites antiques, le port romain d'Ostia Antica ou la Domus aurea (villa de Néron à Rome), et ils explorent aussi bien « le Labyrinthe de la mémoire » que les vestiges imaginaires du futur, ou des villes utopiques comme Ouranopolis  ou La Planète blanche qui résisterait aux ouragans.
En collaboration avec la manufacture nationale de Sèvres, ils réalisent, en 1978, le surtout Ruines d'Égypte en biscuit de porcelaine. Composé de neuf éléments (colosses, temples, escaliers, bassins et pyramide), celui-ci s'inspire du surtout égyptien produit par la Manufacture en 1808 pour Napoléon Ier. Une partie des anciens moules a ainsi été utilisée pour produire certaines pièces nouvelles.
Depuis quelques années, ils prolongent leur travail d'architecture paysagiste en concevant de grands jardins en Italie.
Anne Poirier a été élue membre de l'Académie des Beaux-Arts (Institut de France), le 23 juin 2021, dans la section sculpture, et reçue sous la Coupole par Frédéric Mitterrand le 26 octobre 2022..

### Décoration
- 2011 : Officiers dans l'ordre des Arts et des Lettres

## Œuvres
- 1978 : Ruines d'Egypte, surtout de table en porcelaine de Sèvres
- 1982 : Tikal, dans la cour Saint-Antoine à Liège, architecte Charles Vandenhove
- 1984 : La Colonne brisée sur l'aire des Suchères de l'A72
- 1984 : La Fontaine des géants[4], Le Tonkin, Villeurbanne
- 1985 : Aussée, la ville noire, au musée Ludwig, à Cologne
- 1986 : Tantis Operibus Tantis Ruderibus, collection des artistes, Galerie Mitterrand, Paris
- 1988 : Exegi monumentum aere perennius[5], Prato, Italie
- 1999 : Folie ou petit paradis de Pontevedra, sur l'Île des Sculptures à Pontevedra

## Expositions (sélection)
- 1991 : « Falaises de Marbre, Fragments d'une Utopie », à Nice (galerie des Ponchettes)
- 2009 : « Ruines et mémoire », L'Isle-sur-Sorgue
- 2011 : « Des reflets de l'âme », à Lausanne (galerie Alice Pauli)
- 2012 : « Domus Aurea - Construction IV », « Les Théogonies », à Vannes (château Gaillard)
- 2014 : « Curiositas », à Nantes (27 juin—31 août) au musée des beaux-arts/ Musée nomade2
- 2015 : « Un rêve d'éternité » (13 décembre 2014- 26 avril 2015), à Rennes, Frac Bretagne
- 2016 : « Danger Zones » (2 juillet 2016 - 29 janvier 2017), à Saint-Étienne, musée d'art moderne et contemporain (MAMC+)

- 2021 : « Anima Mundi » (jusqu'au 19 septembre), à l'abbaye du Thoronet[6]

## Publication
- Anne et Patrick Poirier : petit guide à l'usage des voyageurs, nouvelles édition. (catalogue d'exposition, 12/5-15/06/1978), Bruxelles, Société des Expositions du Palais des Beaux-Arts, 1978, 68p.
- Traditions et légendes (livre d'artiste), Liège, Yellow Now, 1974 (BNF 44473155)
- Voyages... et cætera : 1969-1983 (catalogue d'exposition), Milan, Electa, 1983 (BNF 45152789)
- Anne et Patrick Poirier (texte), Jean-Pierre Van Tieghem (texte), Anne et Patrick Poirier : Errances (catalogue d'exposition), Bruxelles, Fondation européenne pour la Sculpture, 2000,  (ISBN 2-930117-13-3)
- Le Voyageur endormi (livre d'artiste), Paris, Les Presses de Serendip[7] , 2004 (BNF 40008739)
- Marc Augé et Damien, Sausset, Anne et Patrick Poirier : Vertiges, vestiges, abîmes du temps, Paris, Gallimard, 2009,  (ISBN 978-2-07012-592-0)
- Françoise, Jaumin, Anne et Patrick Poirier: dans la nervure du temps, Lausanne, La Bibliothèque des Arts, 2013,  (ISBN 978-2-88453-178-8)
- Laure Martin (dir.), Anne et Patrick Poirier, Paris, Éditions Flammarion, 2017,  (ISBN 978-2-08141-624-6)

### Anne Poirier
- Ressources relatives aux beaux-arts (pour Anne Poirier) :   - Académie des beaux-arts
  - Artists of the World Online
  - Museum of Modern Art
  - RKDartists
  - Union List of Artist Names
- Ressource relative à plusieurs domaines (pour Anne Poirier) :   - Radio France
- Notices dans des dictionnaires ou encyclopédies généralistes :   - Brockhaus
  - Deutsche Biographie
  - Dictionnaire universel des créatrices
  - Nationalencyklopedin
- Notices d'autorité (pour Anne Poirier) :   - VIAF
  - ISNI
  - BnF (données)
  - IdRef
  - LCCN
  - GND
  - Espagne
  - Belgique
  - Pays-Bas
  - Israël
  - NUKAT
  - Tchéquie
  - WorldCat

### Patrick Poirier
- Ressources relatives aux beaux-arts (pour Patrick Poirier) :   - Museum of Modern Art
  - MutualArt
  - Nederlands Fotomuseum
  - RKDartists
  - Union List of Artist Names
- Ressource relative à la recherche (pour Patrick Poirier) :   - Persée
- Notice dans un dictionnaire ou une encyclopédie généraliste :   - Deutsche Biographie
- Notices d'autorité (pour Patrick Poirier) :   - VIAF
  - ISNI
  - BnF (données)
  - IdRef
  - LCCN
  - GND
  - Espagne
  - Belgique
  - Pays-Bas
  - Israël
  - NUKAT
  - Tchéquie
  - WorldCat

### Anne et Patrick Poirier
- Ressources relatives aux beaux-arts :   - Bénézit
  - Delarge
  - MutualArt
  - RKDartists
  - Tate
- Notice dans un dictionnaire ou une encyclopédie généraliste :   - Universalis
- Notices d'autorité :   - VIAF
  - IdRef
- « Anne et Patrick Poirier » sur l'Encyclopédie audiovisuelle de l'art contemporain
- L'Esprit des pierres, in Area Revue n°25, page 101 sq., entretien avec Alin Avila et Cyril Martin, 2011
- Les Masterclasses, France Culture, Anaël Piegat, 28 mai 2020, "L’archéologie nous permet de regarder le passé, et l’architecture, de construire"